# فرودگاه بین‌المللی چنگچینگ ییانگبی
فرودگاه بین‌المللی چنگچینگ ییانگبی (به انگلیسی: Chongqing Jiangbei International Airport) یک فرودگاه همگانی مسافربری با کد یاتا CKG است که یک باند فرود بتن دارد و طول باند آن ۳۲۰۰ متر است. این فرودگاه در شهر چونگ‌کینگ کشور چین قرار دارد و در ارتفاع ۴۱۶ متری از سطح دریا واقع شده‌است.

## شرکت‌های هواپیمایی و مقصدهای پروازی

### مسافری
| شرکت‌های هواپیمایی                             | مقصدهای پروازی | Terminal/ Concourse |
| --------------------------------------------- | --- | ------------------- |
| ایرآسیا ایکس                                  | کوالالامپور | 1                   |
| ایر چاینا                                     | اکسو، پکن، چانگچون لونگییا، چانگشا هوانگهوا، دالی، فوژو چنگل، بایون گوآنگجو، هایکو میلان، هانگجو ژیاشان، هاربین تایپینگ، هوای‌ان لیانشوی، ییوژای هوانگلنگ، کورلا، لهاسا گونگار، لیجیانگ سانی، نانجینگ لوکو، نینگبو لیشه، سانیا فونیکس، شانگهای هونگچیائو، شانگهای پودنگ، شنینگ تخین، شنژن بن، تیانجین بینهای، ونچو یونگچیانگ، ووهان تیانهه، زیامن گائوچی، یانگژو تایژو، یینچوان هیدونگ، Yuncheng، زوهای سانزاهو | 2B                  |
| ایر چاینا                                     | دوبی، هنگ کنگ، کام رانح، اینچئون، تائویوان تایوان | 1                   |
| ایر ماکائو                                    | ماکائو | 1                   |
| آسیانا ایرلاینز                               | اینچئون | 1                   |
| بانکوک ایرویز                                 | چارتر: ساموی | 1                   |
| بیجینگ کپیتال ایرلاینز                        | بایون گوآنگجو، هایکو میلان، لیجیانگ سانی، سانیا فونیکس، شی‌آن شیان‌یانگ | 2B                  |
| دراگون‌ایر                                     | هنگ کنگ | 1                   |
| سبو پسیفیک                                    | چارتر: کالیبو | 1                   |
| Chengdu Airlines                              | بیهای فوچنگ | 2A                  |
| چاینا ایرلاینز                                | گاوشیونگ | 1                   |
| هواپیمایی شرقی چین                            | بایس یووجیانگ، پکن، چانگجو بنیو، دالیان ژووشویزی، هاربین تایپینگ، هفئی ژینگیاو، جینان یاکیانگ، کونمینگ چانگشوی، نانجینگ لوکو، نینگبو لیشه، کینگدائو لیوتینگ، شانگهای هونگچیائو، شانگهای پودنگ، ووسو تائی‌یوان، ونچو یونگچیانگ، سانن شوفانگ، ووهان تیانهه، شی‌آن شیان‌یانگ، یانتای چائوشوی, یینچوان هیدونگ، ژان‌جیانگ، Zhaotong | 2A                  |
| هواپیمایی شرقی چین اجرا توسط شانگهای ایرلاینز | پکن، هونگشان تونکسی، شانگهای هونگچیائو | 2A                  |
| China Express Airlines                        | انشون وانگوشو، بایس یووجیانگ، بائوتو ارلیبان، بیهای فوچنگ، بیجی، Changzhi، دالیان ژووشویزی، دون‌هوانگ، فویانگ ژیگان، گایلین لیانگ‌جیانگ، لانگ‌دونگ‌بائو گوئی‌یانگ، لیوپانشان گویان، هایکو میلان، هانگجو ژیاشان، هچی، هوهوت بایتا، جیایوگوان، جینینگ کوفو، لانجو ژنگچوان، لیبو، لینی شابولینگ، لیپینگ، Liupanshui، لیوژو بایلیان، لولیانگ، مانژولی ضیاجیاو، نانجینگ لوکو، نانینگ ووژو، اوردوس ایجین هورو، کیانجیانگ وولینشان، Rizhao، سانیا فونیکس، ووسو تائی‌یوان، تایژو لوکیائو، تیانجین بینهای، تیانشویی میجیشان، Tongliao، Ulanhot، Ulanqab، وانچو ووچیاو، Weifang، ویهای داشویبو، ووژو چانگشودائو، زیامن گائوچی، شی‌آن شیان‌یانگ، شیانگیانگ لیوجی، شینگیی، سینینگ کائوجیابو، کوه ووتای، یانتای چائوشوی، یینچوان هیدونگ، ایوو، Yulin، Yuncheng، ژان‌جیانگ، ژنگژو سین‌ژنگ، زوهای سانزاهو | 2A                  |
| هواپیمایی جنوبی چین                           | بیهای فوچنگ، پکن، چانگچون لونگییا، چانگشا هوانگهوا، دالیان ژووشویزی، بایون گوآنگجو، گایلین لیانگ‌جیانگ، لانگ‌دونگ‌بائو گوئی‌یانگ، هایکو میلان، کونمینگ چانگشوی، لهاسا گونگار، لیجیانگ سانی، نانینگ ووژو، سانیا فونیکس، جییانگوشان، شنینگ تخین، شنژن بن، تیانجین بینهای، اورومچی دیووپو، ووهان تیانهه، شیشوانگبانا گاسا، یینچوان هیدونگ، ژنگژو سین‌ژنگ، زوهای سانزاهو | 2A                  |
| چونگ‌کینگ ایرلاینز                             | پکن، چانگشا هوانگهوا، دالی، دکن شنگریلا، فوژو چنگل، بایون گوآنگجو، هانگجو ژیاشان، هاربین تایپینگ، هنگیواگ نانیو، ویجو، جییانگوشان، ییوژای هوانگلنگ، کونمینگ چانگشوی، لهاسا گونگار، لیجیانگ سانی، Mianyang، نانجینگ لوکو، نینگبو لیشه، کینگدائو لیوتینگ، سانیا فونیکس، شانگهای پودنگ، شنژن بن، تنگچونگ توفنگ، ونچو یونگچیانگ، ووهان تیانهه، سینینگ کائوجیابو، شیشوانگبانا گاسا، ژنگژو سین‌ژنگ | 2A                  |
| چونگ‌کینگ ایرلاینز                             | پوکت | 1                   |
| Donghai Airlines                              | هایکو میلان، نانینگ ووژو | 2A                  |
| فن‌ایر                                         | هلسینکی | 1                   |
| Fuzhou Airlines                               | فوژو چنگل | 2B                  |
| هاینان ایرلاینز                               | پکن، چانگشا هوانگهوا، بایون گوآنگجو، هایکو میلان، هانگجو ژیاشان، سانیا فونیکس، شانگهای پودنگ، شنژن بن، ووسو تائی‌یوان، اورومچی دیووپو، ونچو یونگچیانگ، شی‌آن شیان‌یانگ، یانان شیلیپو | 2B                  |
| هاینان ایرلاینز                               | لس‌آنجلس، جان اف کندی (آغاز از ۲۰ اکتبر ۲۰۱۷)، لئوناردو دا وینچی-فیومیچینو | 1                   |
| هبئی ایرلاینز                                 | نانینگ ووژو، شیاژونگ ژنگدینگ | 2A                  |
| هنگ کنگ ایرلاینز                              | هنگ کنگ | 1                   |
| جونیائو ایرلاینز                              | شانگهای هونگچیائو، شانگهای پودنگ | 2B                  |
| Kunming Airlines                              | ویجو، کونمینگ چانگشوی، نانتونگ زینگدونگ، تایژو لوکیائو، یانگژو تایژو | 2B                  |
| لاین ایر                                      | چارتر فصلی: انگوراه رای، سام رتولنگی | 1                   |
| Loong Air                                     | هانگجو ژیاشان، کیانجیانگ وولینشان | 2A                  |
| Lucky Air                                     | لیجیانگ سانی، کونمینگ چانگشوی، سوژو گئوانئین | 2B                  |
| مالزی ایرلاینز                                | کوالالامپور (آغاز از ۳۱ اکتبر ۲۰۱۷) | 1                   |
| اوکی ایرویز                                   | چانگشا هوانگهوا | 2B                  |
| هواپیمایی قطر                                 | حمد | 1                   |
| رویلی ایرلاینز                                | کونمینگ چانگشوی | 2A                  |
| شاندونگ ایرلاینز                              | پکن، چانگچون لونگییا، دالیان ژووشویزی، فوژو چنگل، گایلین لیانگ‌جیانگ، هاربین تایپینگ، جینان یاکیانگ، کونمینگ چانگشوی، کینگدائو لیوتینگ، شانگهای پودنگ، شنینگ تخین، شیاژونگ ژنگدینگ، زیامن گائوچی، یانچنگ نانیانگ، یانتای چائوشوی، ژنگژو سین‌ژنگ، زوهای سانزاهو | 2B                  |
| شاندونگ ایرلاینز                              | چیانگ مای، پنوم‌پن، سیم ریپ | 1                   |
| شنژن ایرلاینز                                 | چانگچون لونگییا، دالیان ژووشویزی، نانچانگ چانگبی، نانجینگ لوکو، نانینگ ووژو، شنینگ تخین، شنژن بن، سانن شوفانگ، ژنگژو سین‌ژنگ | 2B                  |
| سیچوان ایرلاینز                               | پکن، چانگچون لونگییا، چانگشا هوانگهوا، چانگجو بنیو، دالیان ژووشویزی، داوچنگ یادینگ، بایون گوآنگجو، هایکو میلان، هانگجو ژیاشان، هاربین تایپینگ، هفئی ژینگیاو، هنگیوان، جییانگوشان، جینان یاکیانگ، ییوژای هوانگلنگ، کانگدینگ، کونمینگ چانگشوی، لانجو ژنگچوان، لهاسا گونگار، لیجیانگ سانی، نانچانگ چانگبی، نانجینگ لوکو، نانینگ ووژو، نینگبو لیشه، پانژیهوا بائوآنیینگ، کینگدائو لیوتینگ، کوانژو جینجیانگ، سانیا فونیکس، شانگهای هونگچیائو، شانگهای پودنگ، شننژیا، شنینگ تخین، شنژن بن، ووسو تائی‌یوان، تیانجین بینهای، اورومچی دیووپو، ونچو یونگچیانگ، ووهان تیانهه، سانن شوفانگ، زیامن گائوچی، شی‌آن شیان‌یانگ، سینینگ کائوجیابو، یانجی چائویانگ‌چون، ییچانگ سانگسیا، یینچوان هیدونگ، Zhangjiajie، ژنگژو سین‌ژنگ                                                                       | 2A                  |
| سیچوان ایرلاینز                               | مکتان-کبو، ججو، کرابی، کام رانح، پوکت، سیدنی، سونگشان تایپه | 1                   |
| سیلک‌ایر                                       | چانگی سنگاپور | 1                   |
| اسپرینگ ایرلاینز                              | شانگهای هونگچیائو، شانگهای پودنگ، شنینگ تخین، شنژن بن، شیاژونگ ژنگدینگ | 2B                  |
| اسپرینگ ایرلاینز                              | کانزای | 1                   |
| Spring Airlines Japan                         | ناریتا | 1                   |
| تای ایرآسیا                                   | دن موئنگ | 1                   |
| تای ایرویز اینترنشنال اجرا توسط Thai Smile    | سووارنابومی | 1                   |
| Thai Lion Air                                 | دن موئنگ | 1                   |
| تیانجین ایرلاینز                              | لانگ‌دونگ‌بائو گوئی‌یانگ، هایکو میلان، هوهوت بایتا، سانیا فونیکس، تیانجین بینهای، اورومچی دیووپو، شی‌آن شیان‌یانگ، Yulin | 2B                  |
| تیانجین ایرلاینز                              | اوکلند، گاتویک، ملبورن (آغاز از ۳۱ اکتبر ۲۰۱۷)، شرمتیوو، پوکت فصلی: ایرکوتسک | 1                   |
| تبت ایرلاینز                                  | لهاسا گونگار، نیینگچی ماینلینگ، کامدو بامدا، شانگهای هونگچیائو، تیانجین بینهای | 2B                  |
| Uni Air                                       | تائویوان تایوان | 1                   |
| ویتنام ایرلاینز                               | چارتر فصلی: کام رانح | 1                   |
| وست ایر                                       | چانگشا هوانگهوا، فوژو چنگل، بایون گوآنگجو، گایلین لیانگ‌جیانگ، هایکو میلان، هفئی ژینگیاو، هاربین تایپینگ، هوهوت بایتا، جییانگوشان، جینان یاکیانگ، ییوژای هوانگلنگ، کورلا، کونمینگ چانگشوی، لانجو ژنگچوان، لهاسا گونگار، لیجیانگ سانی، نانچانگ چانگبی، نانجینگ لوکو، نینگبو لیشه، کینگدائو لیوتینگ، Qionghai، کوانژو جینجیانگ، سانیا فونیکس، شنینگ تخین، شنژن بن، شیاژونگ ژنگدینگ، ووسو تائی‌یوان، تیانجین بینهای، اورومچی دیووپو، ووهان تیانهه، زیامن گائوچی، شی‌آن شیان‌یانگ، شیشوانگبانا گاسا، ژنگژو سین‌ژنگ، زوهای سانزاهو | 2B                  |
| وست ایر                                       | چانگی سنگاپور | 1                   |
| ژیامن ایرلاینز                                | چانگشا هوانگهوا، فوژو چنگل، گانژو هوانگژین، گایلین لیانگ‌جیانگ، هانگجو ژیاشان، هاربین تایپینگ، لهاسا گونگار، نانچانگ چانگبی، کوانژو جینجیانگ، شنژن بن، تیانجین بینهای، ووهان تیانهه، زیامن گائوچی، شی‌آن شیان‌یانگ، شیچانگ قینگشان، سینینگ کائوجیابو | 2A                  |

### باری
| شرکت‌های هواپیمایی               | مقصدهای پروازی                                                             |
| ------------------------------- | -------------------------------------------------------------------------- |
| AirBridgeCargo Airlines         | شرمتیوو، ژنگژو سین‌ژنگ                                                      |
| Air China Cargo                 | اسخیپول آمستردام، فرانکفورت، شانگهای پودنگ چارتر: اوهر شیکاگو              |
| ASL Airlines Belgium            | لیژ، شانگهای پودنگ                                                         |
| کاتای پاسیفیک                   | هنگ کنگ، شانگهای پودنگ                                                     |
| چاینا ایرلاینز                  | تائویوان تایوان                                                            |
| هواپیمایی جنوبی چین             | اسخیپول آمستردام، شانگهای پودنگ                                            |
| چاینا کارگو ایرلاینز            | شاه‌جلال، شانگهای هونگچیائو                                                 |
| هواپیمایی اتحاد                 | ابوظبی                                                                     |
| اوا ایر                         | هنگ کنگ، تائویوان تایوان                                                   |
| لوفت‌هانزا کارگو                 | ایندیرا گاندی، فرانکفورت، بایون گوآنگجو، یملیانو                           |
| ام‌ای‌اس کارگو                    | کوالالامپور                                                                |
| کانتاس فرایت اجرا توسط اطلس ایر | اوهر شیکاگو، دالاس-فورت ورث، جان اف کندی، سیدنی                            |
| Shenzhen Donghai Airlines       | هنگ کنگ                                                                    |
| یانگتزه ریور اکسپرس             | بایون گوآنگجو، لوگزامبورگ - فیندل، شرمتیوو، شانگهای پودنگ، تائویوان تایوان |